# Limo Woreda
Limo Woreda är ett distrikt i Etiopien. Det ligger i den centrala delen av landet, 170 km sydväst om huvudstaden Addis Abeba.